# Nandu Jiang (vattendrag i Kina)
Nandu Jiang är ett vattendrag i Kina. Det ligger i provinsen Hainan, i den södra delen av landet, nära eller i provinshuvudstaden Haikou.
Genomsnittlig årsnederbörd är 2 134 millimeter. Den regnigaste månaden är juli, med i genomsnitt 396 mm nederbörd, och den torraste är februari, med 26 mm nederbörd.